# 野中藍 ラリルれ、サタデーナイト。
『野中藍 ラリルれ、サタデーナイト。』（のなかあい ラリルれ、サタデーナイト）は、2010年10月2日から2015年3月28日まで放送されていたラジオ番組（アニラジ）である。
2005年4月3日から放送されていた『野中藍 ラリルれ、にちようび。』に続き、声優の野中藍がパーソナリティを務めていた冠番組。キングレコード・スターチャイルドレコード（キングレコードのレーベル）の一社提供番組でもある。

## 概要
パーソナリティの野中の近況報告や、後述するようなリスナー参加型のコーナー、およびスポンサーのスターチャイルドの音楽を流すコーナーで構成されていた。
番組のノベルティはオリジナルの名刺である。名刺にはパスワードが書かれており、野中のブログの過去ログを見ることができる。なお、2007年6月までに発行されたものには野中の公式サイト内にある「秘密の部屋」へ入ることができるパスワードが記載されていた（「秘密の部屋」はこの時期に廃止された）。
2010年10月より現在の番組名に変更し、コーナーも刷新された（番組内やTwitterの番組アカウントで発表）。
2025年6月8日(野中の誕生日)に20周年記念イベント「ラリルれ、にじゅう。」が開催予定。
なお、以下に挙げる「放送日時」については特記しない限りラジオ関西でのものとしている。

### 放送局と日時
放送時間は、全て日本時間。
番組開始以来、長らく放送時間の変更はなかったが、2010年10月にラジオ関西のキングレコード・スターチャイルド提供番組を連続放送にするため、同局では1日と1時間早い土曜日24時00分からの放送となった。また、放送曜日名の入ったタイトルだった都合上、曜日変更に伴いタイトルも変更された。
2010年10月から
| 放送対象地域 | 放送局                                                   | 放送時間                   | 備考                                |
| ------------ | -------------------------------------------------------- | -------------------------- | ----------------------------------- |
| 兵庫県       | ラジオ関西                                               | 土曜日 24時00分 - 24時30分 | 制作局                              |
| 中京広域圏   | 東海ラジオ                                               | 土曜日 25時00分 - 25時30分 | 2005年10月8日の第28回よりネット開始 |
| 全国         | 別冊ラジ関（アニたまどっとコムインターネット配信サイト） | 翌週火曜日更新             | 2012年10月放送分より開始            |

2010年9月まで
| 放送対象地域 | 放送局     | 放送時間                   | 備考        |
| ------------ | ---------- | -------------------------- | ----------- |
| 兵庫県       | ラジオ関西 | 日曜日 25時00分 - 25時30分 | 制作局      |
| 中京広域圏   | 東海ラジオ | 土曜日 25時00分 - 25時30分 | 1日先行放送 |

東海ラジオでは、プロ野球中継『東海ラジオ ガッツナイタースペシャル』がナイターの場合、中継延長時（中継終了時間が22:50を越えた場合）には放送時間が繰り下げられることになっている。ただしさらに遅い時間帯の自主制作番組を休止して時間調整するため、よほどの非常事態でない限りは放送休止（番組返上）となることはない。

## 番組終了時点のコーナー
「ボイスセラピスト・藍」を除き、番組名の変更以降に始まったものである。
セクシー野中のお夜食万歳
リスナーから募集した夜食を食べながら、セクシーにレポートをする。テーマによっては、コーナー終了後も番組内で話題に上がることがある。
藍のメールボックス
いわゆる「ふつおた」。番組名の変更に合わせ、コーナー名が設定された。トークは多くの回で「最近の私はですねぇ…。」から始まる。
このコーナーの後、スターチャイルドからリリースされている楽曲が一曲かかる。
グーパンチしちゃうぞ
リスナーから寄せられた些細な怒りを、野中がリスナーに代わって絶叫する。
ボイスセラピスト・藍
唯一、番組名変更前から続くコーナー。
「疲れた現代社会に救いをもたらす」と言う癒し系キャラ「ボイスセラピスト・藍」が、リスナーから寄せられたどんな言葉でも「癒しワード」にしてささやく。
番組名の変更後は、2つの投稿を2回に分けて紹介する体裁となった。
のなかあいだ♥みつお
名言を連発するさすらいの詩人が、リスナーからもらったお題で名言をつくる。
私のことはいいから、マッコリを…
リスナーが思わず言ってしまったひとことや、人に言われて衝撃を受けたひとことのエピソード。
スタチャインフォメーション
スターチャイルドからリリースされている商品（CD・DVDなど）や、制作に参加している作品の最新情報を送る。
野中自身名義のCD・DVDや、出演している作品に関する情報が紹介されることが多い。
なお、番組名の変更前までは「今週のアニメ情報」というコーナー名だった。
エンディング
その回のまとめやコーナーの募集をして締めくくる。

## リニューアル後の終了コーナー
藍の一人遊び（2010年10月 - 2011年3月）
複数人で遊ぶゲームやおもちゃなどを、野中が一人で遊ぶ。
うりょっち目撃談（2011年1月 -2011年9月 ）
ある回で、プライベートで「うりょっち」こと白石涼子と最近なかなか会う機会がないという話題に上がったことがきっかけとなり、コーナー化。
リスナーからうりょっちとは違うとぼけた目撃談を投稿してもらい、藍ぽんが金子みすゞの「こだまでしょうか」の一節風にオチを付ける。
このコーナーの後にもスターチャイルドからリリースされている楽曲が一曲かかり、曲がかかりながら「スタチャインフォメーション」に続いていた。

## リニューアル前のコーナー
特記しないものは、番組の開始時から行われている。
オープニングソング（2007年4月 - ）
リスナーから出されたお題を元に、ウクレレを弾きながら歌う。季節や時事的な内容であることが多い。
ラリルれなう！（2010年5月 - ）
現在のところ最も新しいコーナー。Twitterにならって、140文字以内で最後に「なう」を付けた「つぶやき」を紹介する。
BGMは、capsuleの『Hello』（auの『iida』ブランドのテーマソング）。このコーナーの後、前述したような2曲目の楽曲がかかる。
今週の変な人メール（2008年2月 - ）
元々はふつおたの紹介時にこの類のメールがたびたび取り上げられていたが、後に番組のエンディングの頭でミニコーナーとして毎週行われるようになった。
リスナーから寄せられた、身の回りのさまざまな「変な人」に関する情報を紹介する。

### 過去のコーナー
ラリルれ作文（ - 2007年3月）
オープニングで行われた。あいうえお作文を「ら行」で考えて発表する。
関西ディープスポット案内所！（ - 2007年3月）
福岡県出身の野中が、リスナーからの関西にまつわる情報をもとに「関西通」を目指す。東海ラジオでのネット開始後は、名古屋界隈の情報も募集していた。
2007年に入ると、リスナーから大阪検定に関する情報が寄せられ、それ以降は検定に向けての練習問題が募集・出題された。
その後、大阪検定がなかなか実施されないことを受け、同年3月に番組内で「大阪卒業検定」と題した独自の試験問題が野中に出題され、コーナーは終了となった。結果は、100点満点中10点で不合格。
野中藍 海外への道（2006年5月 - 2007年9月）
野中が海外へ行くアイデアを1行ネタで募集する。野中自身が自腹で旅費を出すつもりは全くなく、寄せられたアイデアを生かして海外へ行こうと奮起する。
2007年9月に行われた公開録音（詳しくは後述）では、ハワイで公録を行ったという設定となり、さらにその公録の直後に実際に野中本人がグアムに出向いたため、「目的を達成できた」ということで終了した。
エア○○（2007年4月 - 2008年3月）
エアギターのように、声だけでいろいろな「エア○○」を表現するのに挑戦するコーナー。コーナーの初めに野中が「コントではありません、エアなんです」と念を押しているが、実態はさながらショートコントである。
ランナーズ はいっ！（2008年4月 - 2010年4月）
ランニングをしている時にふと思い浮かぶような「どうでもいい疑問」に「どうでもいい答え」を返す、大喜利形式のコーナー。「答え」に限らず、「疑問」もリスナーから募集していた。

## テーマソング
いずれも野中が歌っている。
| -                  | 曲名         | 使用期間        | 収録されているCD                                            | 備考 |
| ------------------ | ------------ | --------------- | ----------------------------------------------------------- | ---- |
| オープニングテーマ | チアルーガ!  | 2010年10月2日 - |                                                             |      |
| エンディングテーマ | 夢のドライブ | 2010年10月2日 - | 『夢のドライブ』（シングルCD） 『あいのうた』（アルバムCD） |      |

### リニューアル前のテーマソング
| -                  | 曲名                   | 使用期間                      | 収録されているCD                                                  | 備考   |
| ------------------ | ---------------------- | ----------------------------- | ----------------------------------------------------------------- | ------ |
| オープニングテーマ | にちようび(Remix ver.) | 2005年4月 - 10月              | 『魔法先生ネギま!』声のクラスメイトシリーズ5月:近衛木乃香         |        |
| オープニングテーマ | 夢のドライブ           | 2005年11月 - 2006年10月7日    | 『夢のドライブ』（シングルCD） 『あいのうた』（アルバムCD）       | [ 9 ]  |
| オープニングテーマ | トキメキの言葉         | 2006年10月14日 - 2007年9月9日 | 『トキメキの言葉』（シングルCD） 『しあわせのいろ』（アルバムCD） |        |
| オープニングテーマ | 恋のミュージアム       | 2007年9月16日 - 2010年9月     | 『恋のミュージアム』（シングルCD）                                |        |
| エンディングテーマ | にちようび             | 2005年4月 - 2010年9月         | 『魔法先生ネギま!』声のクラスメイトシリーズ5月:近衛木乃香         | [ 10 ] |

## 公開録音
放送開始以来、毎年秋から冬頃に年1回のペースで行われている（これまでににちようび、サタデーナイトを含めて計5回。2009年、2010年は行われなかった）。
全て、番組内で募集を行い無料でリスナーを招待している。また、翌週の放送でその一部が放送されている。
2005年10月8日 - アニたまどっとコムまつり 前日祭『野中藍 ラリルれ、にちようび。』公開録音（神戸ポートアイランド ジーベックホール）
- 翌日（10月9日）にメリケンパークにて開催された、『第10回 ラジオ関西まつり』内のイベント『アニたまどっとコムまつり』の前座として開催された（「- 前日祭」の第1部での1コーナーとして）。250名の定員（「 - 前日祭」第1部全体）に対して5 - 6倍の応募があったという。
- ゲストは、所属事務所の同僚で『魔法先生ネギま!』などで共演している神田朱未。
- 収録後にはミニライブが行われ、野中のソロデビューの発表とデビュー曲『夢のドライブ』が初披露された（ラジオでは放送されなかった）。また、『STARCHILD DREAM in KOBE 3rd』の開催もここで発表されている。
- ちなみに、デビュー曲の初披露のため緊張していたという野中は、そのためかは不明だが体調を崩し、その夜に予定していた『青春ラジメニア』のゲスト出演を欠席している（もう一人のゲストである神田が報告）。なお、野中は翌日の『アニたまどっとコムまつり』にはなんとか出演した。

2006年10月8日 - 『野中藍 ラリルれ、にちようび。』公開録音（新神戸オリエンタル劇場）
- 400名の定員に対して、およそ1000通の応募があった。後述する『ラリルれ、すいようび。』の録音も併せて行われた。

2007年9月23日 - 『野中藍 ラリルれ、にちようび。』イン・ハワイ（神戸ポートアイランド ジーベックホール）
- 250名の定員に対して、およそ1500通の応募があった。
- この時期に『さよなら絶望先生』で共演し、公私ともに友好的となった新谷良子をゲストとして迎えたが、前日に行われた「STARCHILD DREAM in KOBE 2007」で喉を嗄らしてしまっていたことから、終始スケッチブックを使った筆談を中心に進行し、声も小さくなっていた（『RADIOアニメロミックス』など、この他の同時期に収録された番組でも同様であった）。

2008年12月28日 - 『野中藍 ラリルれ、にちようび。』公開録音（神戸新聞松方ホール）
- 700名の定員に対して、およそ2000通の応募があった。
- ディレクターの「田野D」こと田野幸伸が卒業することが発表され、舞台上でリスナーに挨拶をした。録音終了後のフリートークでは、ニコニコ動画へ移籍することが本人の口から発表された。その後も何度か番組で話題に上り、毎週ニコニコ動画を利用して番組を聴いていることや、200回記念の番組ホームページを更新したりしている近況が報告されている。
- 後任には鈴木賢一が起用され、挨拶も行った。また、番組内での愛称として野中から「新たのD」と命名された。しかし現在は、愛称が鈴木の本来のニックネーム「ビーチ」になっている。

2011年1月31日 - 『野中藍 ラリルれ、サタデーナイト。』公開録音（神戸新聞松方ホール）
- ラリルれ通算300回記念として公開録音が行われた。

## 姉妹番組
『野中藍 ラリルれ、すいようび。』というタイトルで、『野中藍 ラリルれ、にちようび。』時代の姉妹番組として、イロメロミックスのパケラジの「アニメ・声優チャンネル」枠で2005年11月2日から2006年12月27日まで配信されていた。
パーソナリティは野中と、番組のマスコットキャラクターでもあるひよこの「あいポン」（声は野中が充てており、直接「会話」することはなかった）。
当初の放送は毎週水曜日の4時40分から4時55分で、それ以降は毎時40分から繰り返し再放送を行っていた（合計24回放送）。その後、パケラジの仕様変更に伴ってオンデマンドでの視聴方式に変更され、最新の回を常に視聴することができるようになっていた（毎週水曜日の5時更新。イロメロミックスの有料会員であればバックナンバーも視聴可能だった）。
パケラジの視聴ランキングで常に高順位をマークする人気番組だったが、パケラジを視聴するための携帯電話端末が限定されていたことなどから、最終的には運営会社の方針でパケラジ内のアニラジが全廃されるのを機に2006年いっぱいで打ち切りとなった。

### 主なコーナー
野中藍の、にちじょう
野中が撮影した日常の写真を公開。
歌の時間
スターチャイルドからリリースされている音楽を流す。
あいポン用語の基礎知識
タイトル名は『現代用語の基礎知識』のパロディ。リスナーからの「用語」に対してあいポンが即興で答えるコーナー。
コーナーのラストには、ある単語の意味を3つの意味から自分の直感でひとつ選び（パケラジの投票機能で投票を実施）、2週後の更新分で正解（最多投票回答）を発表。正解すると相性がいいらしい。
雛雄からの手紙
あいポンの友達になりきった手紙を紹介。
みんなで作ろう!ひよこの掟制定委員会
あいポンが大人になるための条件を募集し、パケラジの投票機能を利用して投票を行った。

## その他
- 2007年1月14日放送分では、本番中に野中の所属事務所から電話があり、応対している様子がそのまま放送された。
- 2007年3月4日放送分では、野中が「100回目の放送」を祝っていたが、正確にはその前（2月25日）の放送分が「100回目の放送」である。この回では「ひゃっこいフェスティバル」という副題が付けられた。
- 2009年2月1日放送分は、200回目を記念して「2handred festival」という副題が付けられ、野中が応援しているNOAHの小橋建太からのメッセージやサイン入りのパーカーが野中に贈られた。また、林原めぐみから新曲の宣伝を兼ねたコメントメッセージが寄せられた。
- 2010年7月4日放送分には『生徒会役員共』の番宣を兼ねて佐藤聡美がゲスト出演したが、その次の回（7月11日）から9月19日放送分までにかけても「アルバイト」として毎週出演し続けた。